# Gmina Bov
Gmina Bov (duń. Bov Kommune) – istniejąca w latach 1970–2006 gmina w Danii w okręgu południowej Jutlandii (Sønderjyllands Amt). Siedzibą władz gminy było miasto Bov, Padborg. Gmina Bov została utworzona 1 kwietnia 1970 na mocy reformy podziału administracyjnego Danii.
Po kolejnej reformie administracyjnej w roku 2007 weszła w skład nowej gminy Aabenraa.

## Dane liczbowe
- Liczba ludności: (♀ 4958 + ♂ 5034) = 9992
  - wiek 0–6: 7,2%
  - wiek 7–16: 13,1%
  - wiek 17–66: 65,3%
  - wiek 67+: 14,4%
- zagęszczenie ludności: 68,0 osób/km²
- bezrobocie: 4,8% osób w wieku 17–66 lat
- cudzoziemcy z UE, Skandynawii i USA: 808 na 10 000 osób
- cudzoziemcy z krajów Trzeciego Świata: 229 na 10 000 osób
- liczba szkół podstawowych: 5 (liczba klas: 64)